# Battaglia di Latrun
La battaglia di Latrun fu combattuta nel quadro della guerra arabo-israeliana del 1948-1949 da israeliani e transgiordani lungo i contrafforti di Latrun, fra il 25 maggio e il 18 luglio 1948.
Nel maggio 1948, Latrun era situata in territorio arabo ma controllava l'unica strada che collegava Gerusalemme al neo-costituito Stato d'Israele: cosa che conferiva una notevole importanza strategica nel contesto della battaglia per la città, contesa tra l'esercito israeliano e la Legione araba transgiordana.
Nessuno dei cinque attacchi lanciati dagli israeliani permise loro di avere successo e la posizione rimase sotto controllo giordano fino alla guerra dei sei giorni nel 1967. La Gerusalemme ebraica poté comunque essere rifornita dalla fortuita scoperta d'una strada che permetteva di evitare Latrun e che permise il passaggio di convogli e che fu chiamata «strada di Birmania».
La battaglia di Latrun ha marcato l'immaginario israeliano e costituisce uno dei cosiddetti "miti fondatori" di questa nazione. La storiografia l'ha presentata talvolta come «una vittoria strategica, prova della chiaroveggenza di David Ben-Gurion», che avrebbe capito fin dall'inizio l'importanza cruciale della posizione al fine di rifornire Gerusalemme, talaltra come «il più grave scacco di tutta la storia di dell'esercito israeliano», per il numero di vittime e i ripetuti smacchi subiti. Gli storici calcolano oggi che gli attacchi costarono la vita a 168 soldati israeliani ma il numero delle vittime è lievitato nei resoconti, fino a raggiungere la cifra di 2 000 morti. Ha assunto anche un significato fortemente simbolico, per il fatto della partecipazione di emigranti sopravvissuti alla Shoah. I giordani, dal canto loro, ne conservano un ricordo di «grande vittoria», la sola fra tutte le forze arabe ad aver saputo tener testa agli israeliani e ad aver saputo sconfiggergli nella guerra arabo-israeliana del 1948.
Oggi il sito è un museo militare israeliano dedicato ai mezzi blindati, oltre che un cimitero militare della I guerra arabo-israeliana.

## Contesto

### Guerra arabo-israeliana

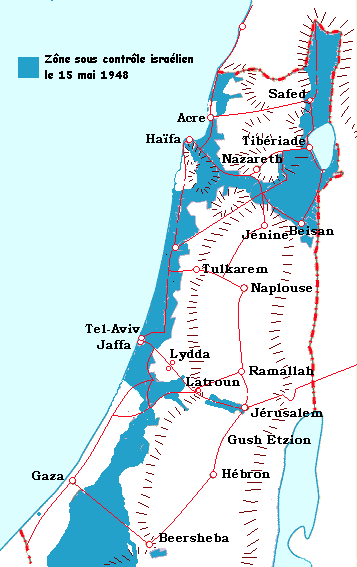
Zona sotto controllo israeliano il 15 maggio 1948.

In seguito al voto del suo piano di partizione della Palestina da parte dell'ONU, il 29 novembre 1947 scoppiò nella Palestina mandataria la prima guerra arabo-israeliana. La situazione in cui si trovava la comunità ebraica di Gerusalemme costituiva uno dei punti deboli dell'Yishuv e una forte preoccupazione per le sue autorità. Contando circa 100 000 persone, ossia 1/6 della popolazione ebraica complessiva della Palestina, la città era in effetti isolata, nel cuore del territorio sotto controllo arabo.
Da gennaio, nel contesto della "guerra delle strade", la principale fazione araba palestinese, il Jaysh al-Jihad al-Muqaddas (Esercito del Sacro Jihad) di Abd al-Qadir al-Husayni assediò la città ebraica impedendo il passaggio dei convogli di rifornimento fra Tel Aviv e Gerusalemme. A fine marzo, la tattica risultava pagante e la cittadine era effettivamente isolata. L'esercito clandestino dell'Yishuv, l'Haganah, lanciò allora l'Operazione Nahshon che permise tra il 4 e il 20 aprile di fornire 2 mesi di rifornimenti alla città.
A metà maggio la situazione per i 50 000 abitanti arabi della città e i 30-40 000 dei sobborghi non era affatto migliore. Dopo il massacro di Deir Yassin e l'offensiva ebraica di aprile che aveva portato al'esodo massiccio di arabi palestinesi nelle altre città a popolazione mista, la popolazione araba di Gerusalemme era preoccupata e temeva per la sua sorte. Dalla partenza dei britannici il 14 maggio, l'Haganah scatenò una serie di operazioni per prendere sotto controllo la città e i dirigenti arabi lanciarono appelli allarmati a re Abd Allah I di Giordania affinché il suo esercito venisse in loro soccorso.
Oltre alla sua importanza strategica, la città di Gerusalemme aveva ugualmente un valore simbolico rilevante per i protagonisti, in quanto luogo santo per l'Ebraismo, per il Cristianesimo e per l'Islam.
Alla vigilia del 15 maggio, la situazione in Palestina era caotica. Le forze ebraiche avevano acquisito un vantaggio sulle forze arabe, ma temevano l'intervento degli Stati arabi, previsto per il 15 maggio.

### Latrun

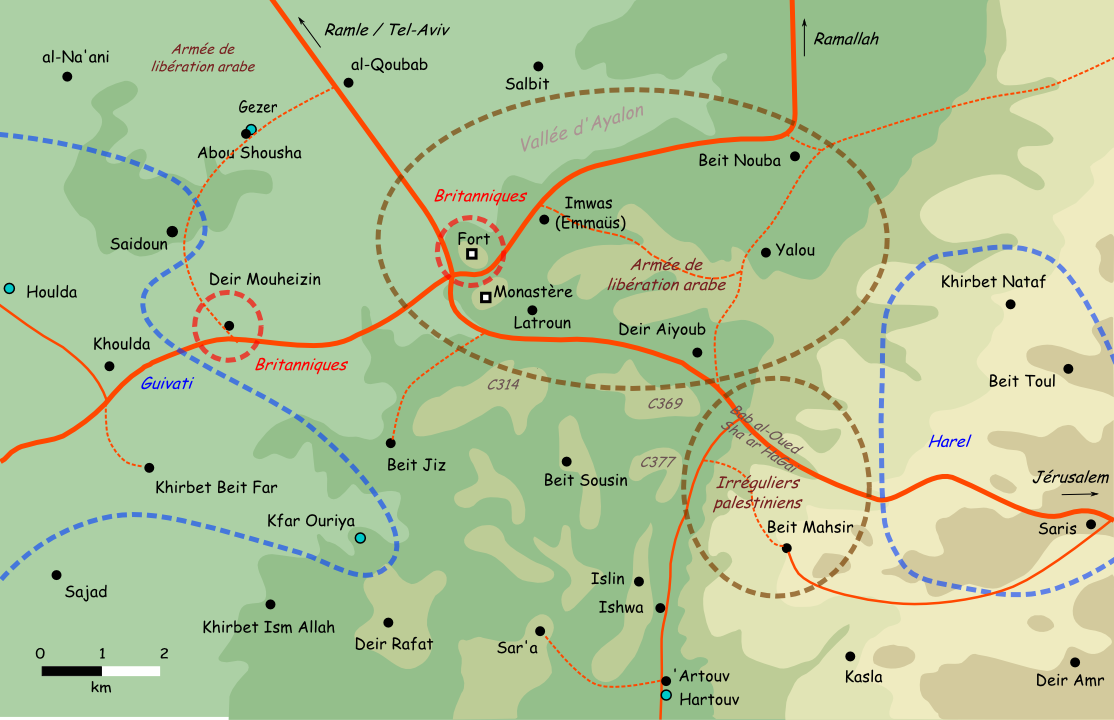
Zona di Latrun (10 maggio 1948).

Latrun si situava all'incrocio della strada Tel Aviv - Lidda - Ramla - Gerusalemme con quella di Ramallah - Ashdod, nella zona assegnata allo Stato arabo dal Piano di partizione della Palestina. In quel posto la strada di Gerusalemme penetrava nei primi contrafforti montagnosi della Giudea, in una località chiamata Bāb al-Wad in arabo (ossia "Porta della Vallata") o Sha'ar HaGai in ebraico. Per la sua posizione elevata, essa dominava la vallata di Ayalon e la forza che l'avesse occupata avrebbe controllato la strada di Gerusalemme.
Nel 1948, la zona ospitava un campo di prigionia e un posto di polizia fortificato, occupati dai britannici, un monastero trappista e numerosi villaggi arabi, fra cui Latrun, Imwas (l'antica Emmaus), Deyr Ayyub, Yalu e Beit Nuba.
Durante la guerra civile, dopo la morte di ʿAbd al-Qāder al-Husaynī, le forze dell'Esercito Arabo di Liberazione si posizionarono attorno al posto di polizia e nei villaggi circostanti, nell'indifferenza dei britannici. Esse attaccavano regolarmente i convogli di rifornimento che si dirigevano verso Gerusalemme Ovest.
Gli Stati Maggiore israeliano e giordano a quel punto non avevano ancora preso coscienza dell'importanza strategica del posto.

## Cronologia degli avvenimenti

### Movimenti militari prima della battaglia

#### Operazione Maccabei (8-16 maggio)

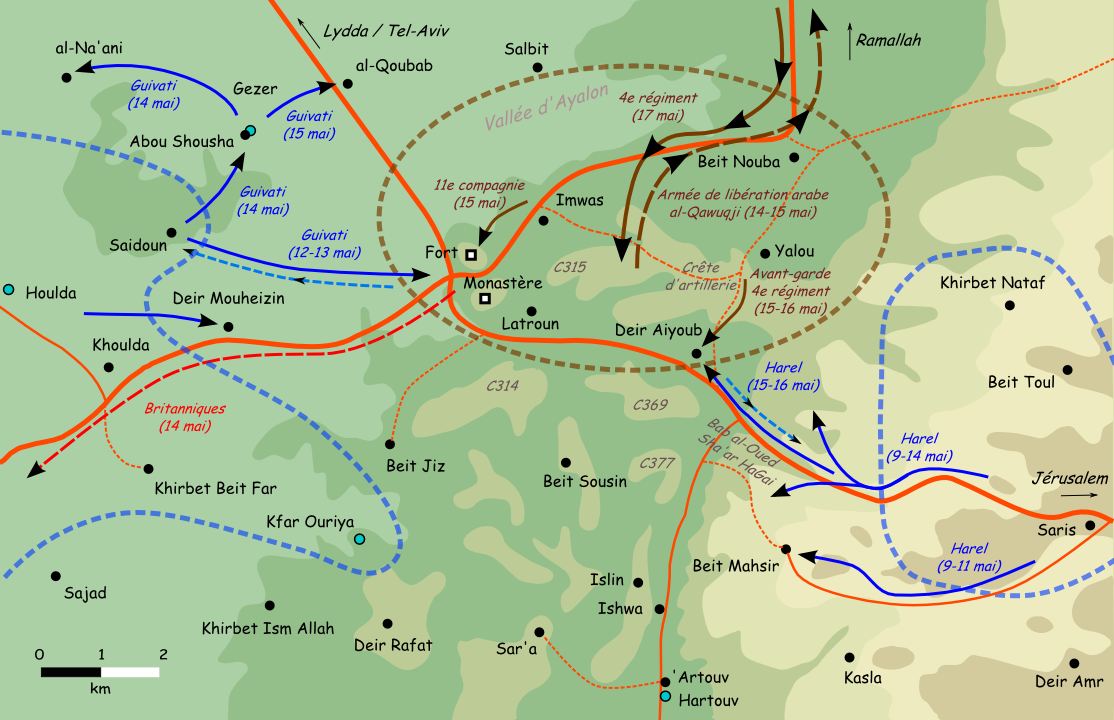
Zona di Latrun (verso il 15 maggio 1948).

L'8 maggio, l'Haganah lanciò l'Operazione Maccabei contro l'Esercito Arabo di Liberazione e gli irregolari arabi palestinesi che occupavano numerosi villaggi lungo la strada di Gerusalemme e impedivano il rifornimento della sua comunità ebraica. La 5ª Brigata Givati (a ovest) e la 10ª Brigata meccanizzata "Harel" (a est) furono impegnate nei combattimenti, specie nella zona di Latrun.
Nonostante il 15 maggio la brigata Givati fosse riuscita a entrare nel forte di polizia di Latrun, lo lasciò il giorno stesso a seguito dell'ordine di dispiegarsi più a sud.

#### Presa di controllo da parte della Legione Araba

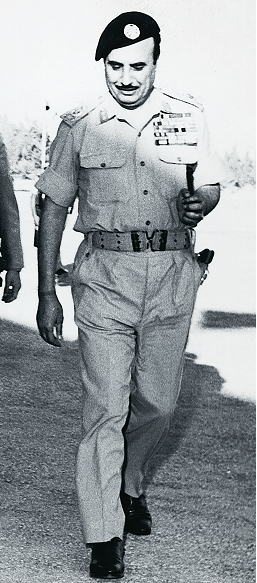
Il Ten. col. Habis al-Majali, comandante del 4º reggimento della Legione Araba

Nella confusione che regnava negli ultimi giorni del Mandato britannico e con l'entrata in guerra degli eserciti arabi, la posizione di Latrun cambiò, al di là d'ogni combattimento. Innanzi tutto, verso il 14 maggio (o il 15 maggio), fu impartito l'ordine a Fawzi al-Qawuqji e alle sue forze dell'Esercito Arabo di Liberazione di ritirarsi e lasciar campo alla Legione araba. Secondo lo storico Yoav Gelber, questa partenza si compì prima dell'arrivo delle truppe giordane a Latrun e la posizione non fu tenuta altro che da 200 soldati irregolari. Lo storico Benny Morris indica invece che una sezione di legionari della 11ª compagnia, accompagnata da soldati irregolari, era presente e che s'impadronì del fortino. In effetti, in quanto forza ausiliaria dei britannici in epoca mandataria, numerosi elementi della Legione Araba servirono in Palestina durante la fine del Mandato. I britannici avevano promesso che queste unità si sarebbero ritirate dalla Palestina per la fine di aprile, ma per ragioni tecniche, varie compagnie non lasciarono il Paese.
Il 15 maggio, i Paesi arabi entrarono in guerra e contingenti siriani, iracheni, giordani ed egiziani invasero la Palestina. Fra costoro, il corpo di spedizione giordano era costituito principalmente da una forza d'élite meccanizzata, inquadrata da ufficiali britannici e denominata «Legione Araba». Essa comprendeva
- la 1ª brigata[20] comprendente il 1º e il 3º reggimento che si diressero verso Nablus (l'antica Naplusa) a nord della Samaria;
- la 3ª Brigata, agli ordini del colonnello Ashton, comprendente il 2º reggimento, agli ordini del maggiore Geoffrey Lockett.[21] e del 4º reggimento, agli ordini del tenente colonnello Habis al-Majali, che prende posizione a Ramallah, al centro della Samaria;
- il 5º e 6º reggimento che agiscono in modo indipendente.

John Bagot Glubb, il comandante della Legione Araba, prese per primo coscienza dell'importanza strategica di Latrun nel quadro della battaglia di Gerusalemme. Il suo obiettivo era duplice. Sperava d'impedire agli israeliani di rafforzare Gerusalemme e di approvvigionarla, e voleva effettuare una diversione per tenere le forze dell'Haganah lontano dalla città, assicurando agli arabi il controllo di Gerusalemme Est.
Oltre alla 11ª compagnia già presente, egli inviò tutto il 4º reggimento. Nella notte fra il 15 e il 16 maggio, un primo contingente di 40 legionari, aiutato da un numero indeterminato di Beduini, rafforzò la posizione. e il resto del reggimento raggiunse la zona il 17 maggio.
Il 18 maggio le forze della Legione Araba si dispiegarono fra Latrun e Bab el-Wad e la strada fu di nuovo bloccata. Occorsero diversi giorni allo Stato Maggiore israeliano per rendersi conto della posizione reale delle forze giordane attorno a Latrun e Gerusalemme dal momento che esse erano annunciate come presenti in diversi posti della regione.

#### Situazione a Gerusalemme

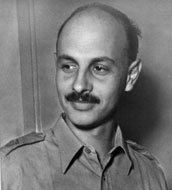
Ten. Gen. Yigael Yadin, Capo delle Operazioni dell'Haganah durante la guerra arabo-israeliana del 1948-1949.

A Gerusalemme, dopo riuscite offensive che avevano permesso alle forze ebraiche di assumere il controllo degli edifici e delle piazzeforti abbandonati dai britannici, John Bagot Glubb inviò il 3º reggimento della Legione a rinforzare gli irregolari arabi e combattere le forze ebraiche. Violenti combattimenti si verificarono e le posizioni ebraiche nella Città Vecchia di Gerusalemme furono minacciate (la Città Vecchia infatti cadrà il 28 maggio). La morsa si strinse intorno alla città: il 22 e il 23 maggio, la II Brigata egiziana, composta da vari battaglioni di irregolari e da numerose unità dell'esercito regolare, raggiunse i sobborghi meridionali di Gerusalemme e partecipò agli assalti del kibbutz Ramat Rachel a sud di essa.
Glubb sapeva però che l'esercito israeliano sarebbe diventato da un momento all'altro più forte del suo e che bisognava impedire il rafforzamento delle Brigate Harel ed Etzioni per rendere sicura Gerusalemme-Est. Ridispiegò perciò le sue truppe il 23 maggio per rinsaldare il blocco. L'esercito iracheno, aiutato dai blindati, rilevò gli elementi della Legione nel nord della Samaria e questi ultimi furono ridispiegati verso il settore di Gerusalemme. Il 2º reggimento della Legione si mosse verso Latrun. Fu dunque una Brigata giordana intera che si posizionò in questo settore.
Nel campo israeliano, numerosi dirigenti della città ebraica inviarono a David Ben-Gurion telegrammi allarmati, in cui descrissero la situazione come disperata, stimando di non poter resistere più di 2 settimane. Temendo che senza rifornimenti e rinforzi la città cadesse totalmente, Ben-Gurion dette l'ordine di prendere posizione a Latrun. La decisione sembrava strategicamente necessaria, ma politicamente era delicata, giacché Latrun si trovava, in base al Piano di partizione nella parte araba e questo attacco era dunque contrario agli accordi di non-aggressione sottoscritti il 10 maggio con l'incontro fra Re ʿAbd Allāh e Golda Meir. Questa decisione vide ugualmente l'opposizione assai vivace del capo delle Operazioni, Yigael Yadin, che stimava che vi fossero ben altre priorità militari in quel momento, specialmente sul fronte sud, in cui l'esercito egiziano rischiava di minacciare Tel Aviv se Yad Mordechaï fosse caduto. Ma era David Ben-Gurion che fissava la politica militare d'Israele. Tale differenza di vedute influenzerà la storiografia relativa alla battaglia e sarà dibattuta in Israele per lunghi anni.

### Operazione Ben Nun (24-25 maggio)

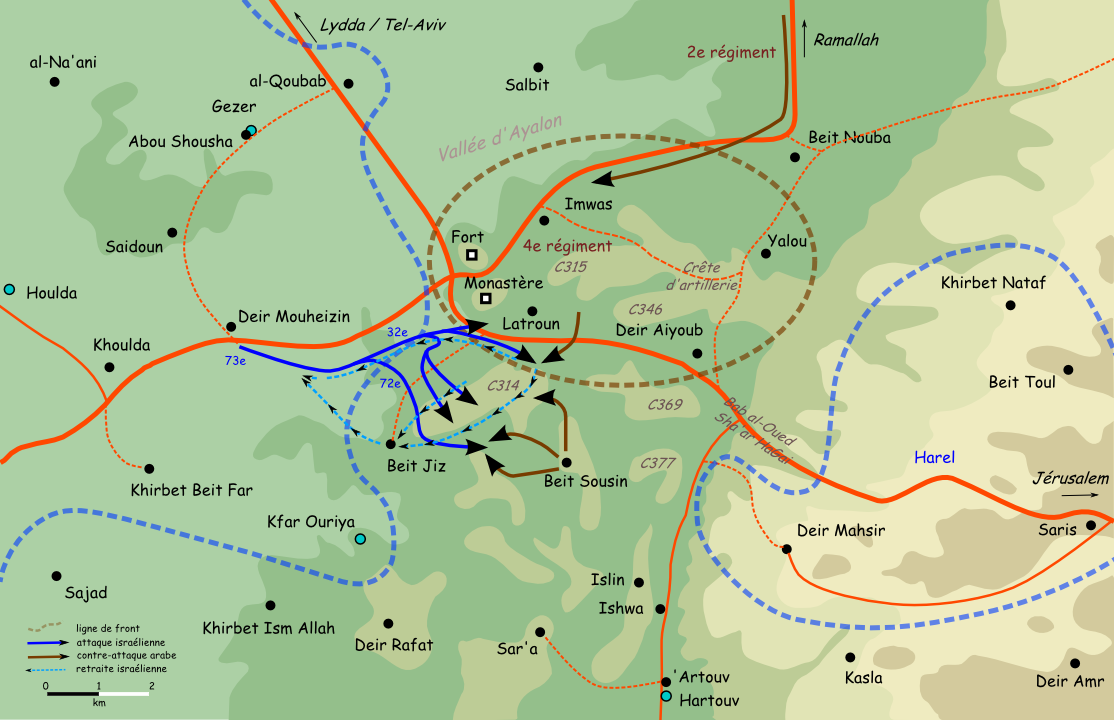
Operazione Ben-Nun Aleph (24-25 maggio 1948).

L'incarico di condurre l'Operazione Ben Nun ("figlio di Nun", in riferimento a Giosuè, figlio di Nun, conquistatore del Paese di Canaan secondo il racconto biblico), fu affidato a Shlomo Shamir, un antico ufficiale dell'esercito britannico.
Questi disponeva dei 450 uomini della 3ª Brigata Alexandroni e dei 1 650 uomini della 7ª Brigata corazzata "Saar me-Golan", in corso di formazione. Fra questi uomini si trovavano 140-145 immigranti che erano sbarcati da poco in Palestina, ossia il 7% circa degli effettivi. L'armamento pesante era costituito da due cannoni da montagna francesi risalenti al 1906, soprannominati i "Napoleonchiks", un cannone da 88mm con 15 proietti, una davidka, 10 mortai da 3 pollici e 12 veicoli blindati. Trecento soldati della 10ª Brigata meccanizzata "Harel" avrebbero del pari partecipato al combattimento ma per un caso fortuito, avendo saputo dell'attacco attraverso la radio.
Le forze giordane erano sotto il comando del tenente colonnello Habis al-Majali. Egli disponeva del 4º reggimento e di 600 volontari giordani, affiancati da 600 altri volontari locali. Il 2º reggimento della Brigata, comandato dal Maggiore Geoffrey Lockett, lasciò Gerusalemme e arrivò a Latrun nel corso della battaglia. La Brigata totalizzava 2 300 uomini, affiancati da 800 ausiliari. Essa disponeva di 35 veicoli blindati, di cui 17 del tipo Marmon-Herrington MIVF, armati ognuno d'un cannone anticarro da 40 mm. A livello di artiglieria, essa era forte di 8 cannoni da 88mm., 8 da 57mm., 10 da 40mm. e da 16 mortai da 3 pollici.
L'ora H fu inizialmente fissata a mezzanotte del 23 maggio, ma fu ritardata di 24 ore perché non era stato possibile radunare per tempo gli effettivi e l'armamento. Nessuna operazione di esplorazione fu effettuata e gli israeliani ignoravano la composizione delle forze nemiche". I rapporti informativi parlavano solo di "forze locali irregolari.
Il 24 maggio alle 19,30, Shlomo Shamir fu informato che una forza nemica di 120 veicoli, comprendente blindati e artiglieria, si dirigeva probabilmente su Latrun. Bisognava quindi attaccare il più rapidamente possibile. L'ora H fu anticipata di 2 ore e fissata alle 22,00.
L'attacco era previsto lungo due direttrici:
- il battaglione della Brigata Alexandroni si sarebbe dovuto impadronire della frazione di Latrun, del posto di polizia e poi del villaggio di Imwas (antica Emmaus) al fine di bloccare ogni nuovo rinforzo arabo, proteggendo al contempo il passaggio dei propri convogli di rifornimenti;
- il 72º battaglione avrebbe circondato la posizione da sud per raggiungere la strada di Gerusalemme all'altezza della gola di Bab al-Wad; avrebbe attraversato la strada e avrebbe scalato le creste per prendere Deyr Ayyub, Yalu e Beit Nuba, e infine si sarebbe appostato per coprire il passaggio del convoglio di rinforzi. Sarebbe stato appoggiato da tre veicoli dotati di mitragliatrici e da due half-track M5/M9 del 73º battaglione.[27]

Nella notte sopravvenne un imprevisto: una barricata sulla strada, che doveva servire alla Brigata per attaccare, dovette essere smantellata. L'ora H fu una volta ancora cambiata per essere fissata a mezzanotte. In definitiva, la colonna non si sarebbe messa in movimento che tra le 2 e le 5 del mattino. e non avrebbe beneficiato del fattore oscurità per il suo attacco.
Gli attaccanti furono rapidamente avvistati: cosa che privò gli israeliani dell'effetto sorpresa. Alle 4,00 del mattino la battaglia ebbe inizio. Le forze israeliane furono sottoposte a un nutrito fuoco avversario. L'artiglieria provò a intervenire ma rapidamente esaurì le proprie munizioni o non fu in grado di assicurare un tiro di contro-batteria.
Davanti al fallimento completo dell'attacco, Shlomo Shamir ordinò la ritirata alle 11,30. Ma essa si effettuò allo scoperto, sotto un sole di piombo e mentre i soldati non avevano acqua. Numerosi uomini furono uccisi o feriti dal tiro arabo. Fu solo alle 14,00 che gli ultimi feriti raggiunsero gli autobus lasciati la mattina. La Legione Araba tuttavia non sfruttò questa vittoria, mentre avrebbe potuto facilmente effettuare un contrattacco fino al Quartier Generale israeliano situato a Houlda.
I giordani e gli irregolari arabi contarono fra le loro file 5 morti e 6 feriti. Gli israeliani contarono invece 72 morti (52 uomini del 32º battaglione e 20 del 72º, 6 prigionieri e 140 feriti.
Ariel Sharon, futuro primo ministro d'Israele, all'epoca tenente, comandava una sezione del 32º battaglione e fu gravemente ferito allo stomaco nel corso della battaglia.

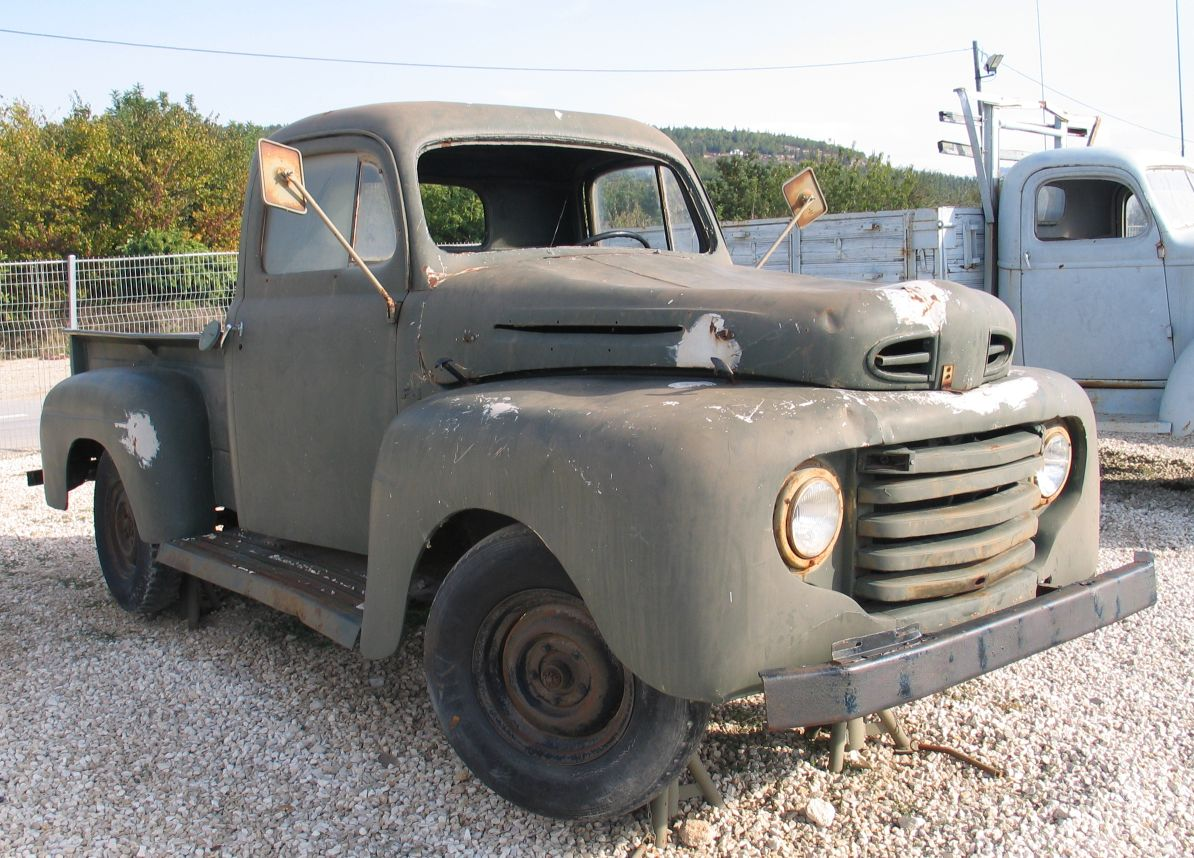
Camion Ford utilizzato dall'Haganah per il trasporto truppe
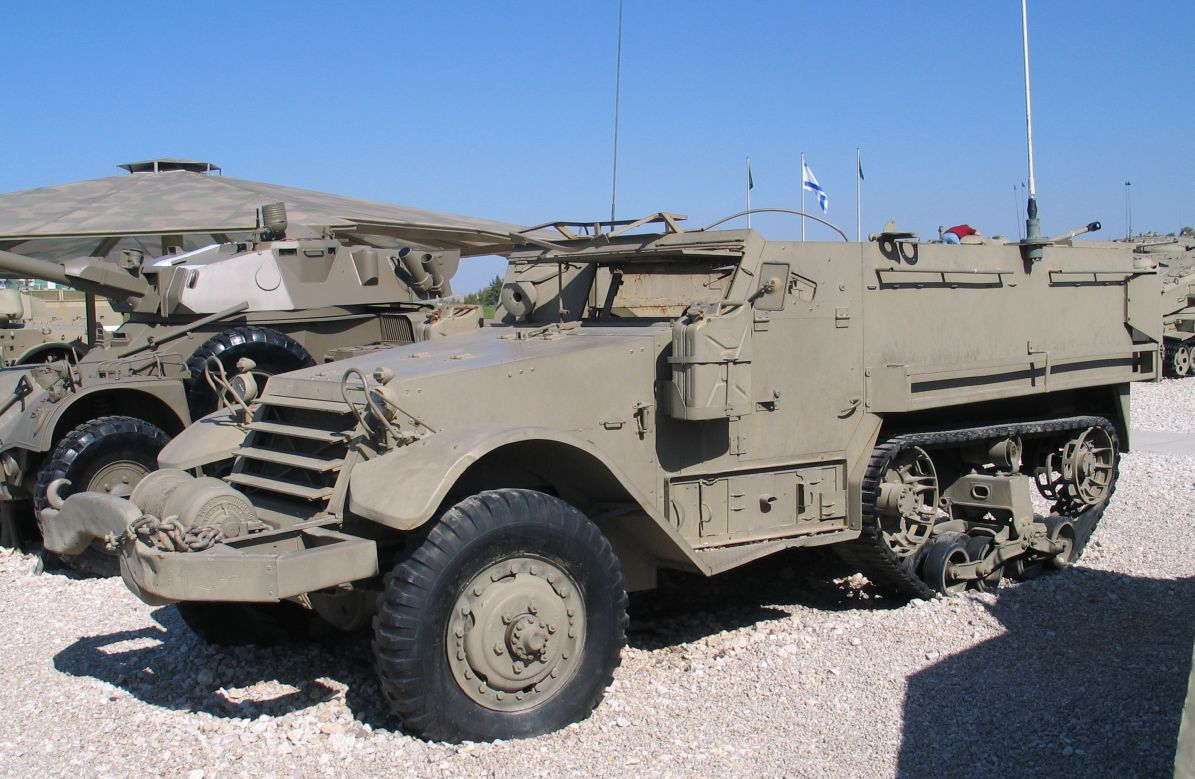
Half-track M5/M9 utilizzato nell'Operazione Ben Nun Bet
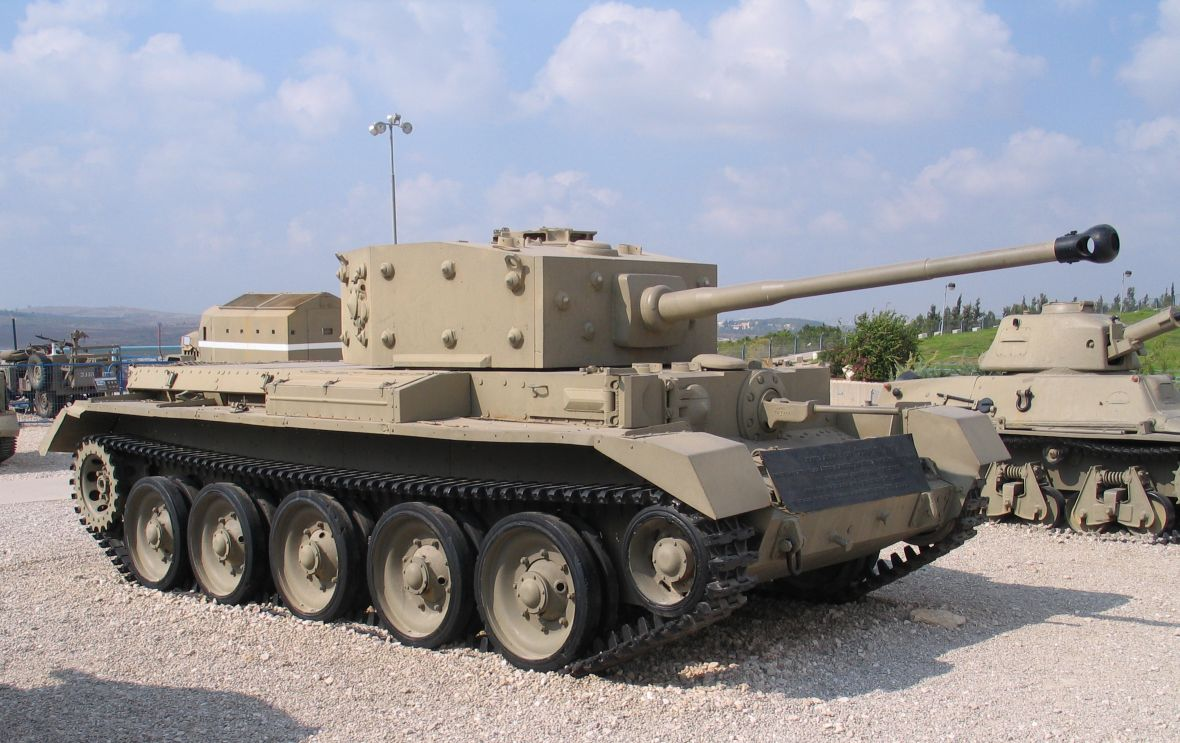
Carro Cromwell utilizzato nell'attacco del 18 luglio contro il forte di Latrun
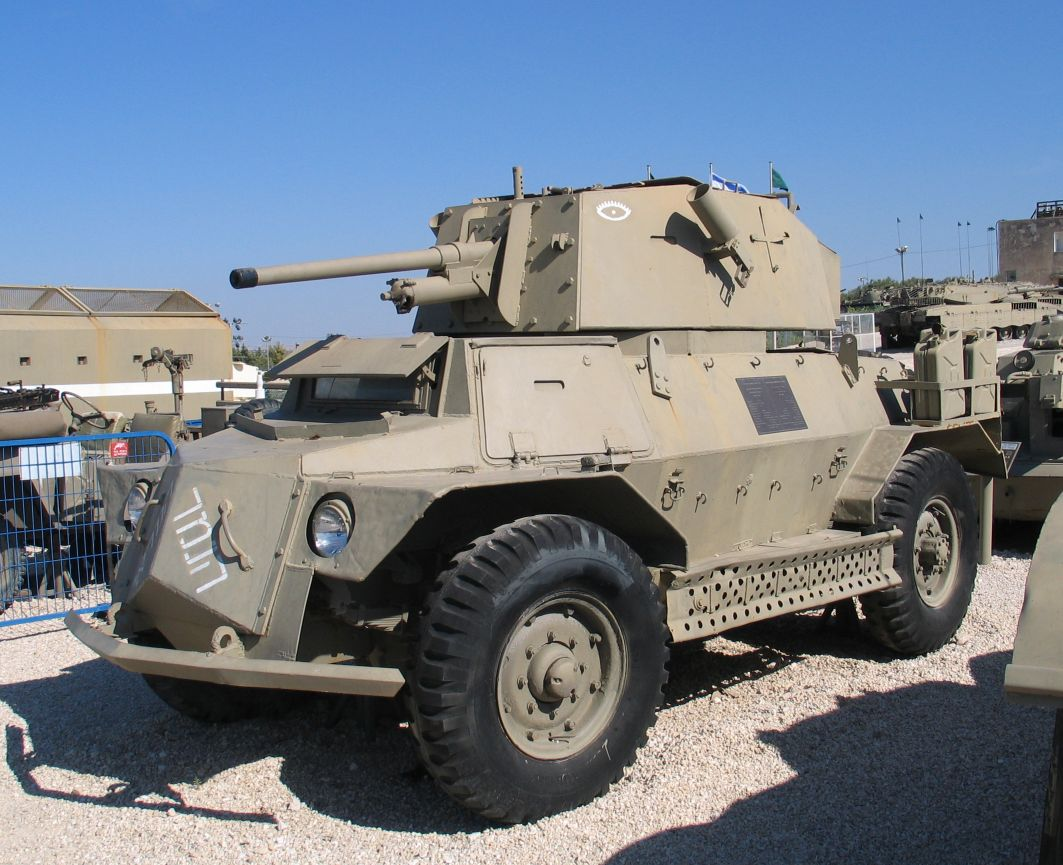
Marmon-Herrington MkIVF della Legione Araba

### Riorganizzazione del fronte centrale
Alla fine del mese di maggio, David Ben-Gurion si convinse che la Legione araba mirava a occupare la totalità di Gerusalemme. Inoltre, con l'accerchiamento e i combattimenti, la situazione andava deteriorandosi: la città disponeva solo per 10 giorni di carburante, pane, zucchero e tè, e per 3 mesi di acqua. Per Glubb, si trattava sempre d'impedire agli israeliani di rafforzare la Città Santa e di assumere il controllo della sua parte araba.
Il 29 maggio, il Consiglio di sicurezza delle Nazioni Unite annunciò la propria volontà d'instaurare un cessate-il-fuoco di 4 settimane, cosa che avrebbe congelato le linee del fronte e avrebbe impedito il rifornimento della città.
Militarmente, la 10ª Brigata Harel era allo stremo e Ben Gurion distaccò a suo favore un battaglione della 6ª Brigata Etzioni. Egli credeva imperativo che 7ª Brigata raggiungesse le forze presenti a Gerusalemme, come pure un contingente di 400 nuove reclute, per rinforzare la 10ª Brigata, tanto più che armamenti erano arrivati in Israele per via aerea, come pure degli aerei da caccia smontati e da assemblare, ora pronti al combattimento. Il comando della 7ª Brigata dal canto suo desiderava ugualmente neutralizzare gli effetti negativi della sconfitta sul morale delle truppe e sul suo prestigio.
Il fronte centrale fu riorganizzato e il suo comando affidato a un volontario statunitense che combatteva nel campo israeliano, il colonnello David Marcus, col grado temporaneo di Aluf (Maggior generale). Egli prese la guida della 6ª e 7ª brigata, Etzioni e Saar me-Golan, e della 10ª Brigata Harel del Palmach.

### Operazione Ben Nun Bet (30-31 maggio)

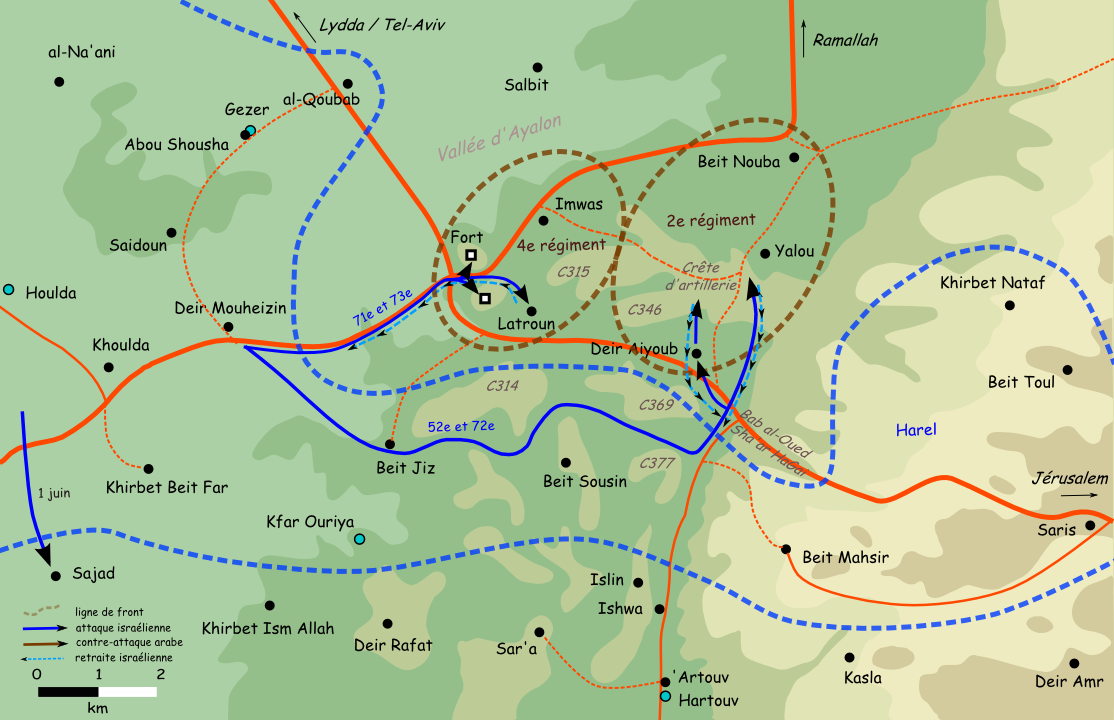
Operazione Ben-Nun Bet (30-31 maggio 1948).

Il comando delle operazioni fu di nuovo affidato a Shlomo Shamir, che disponeva della 7ª Brigata e del 52º battaglione della Brigata Givati, che rimpiazzava il 32º, decimato dalla battaglia precedente. Il 73º battaglione era una forza blindata comprendente 13 half-track armati di lanciafiamme e 22 auto-mitragliatrici di fabbricazione locale.
Gli israeliani inviarono numerose pattuglie in esplorazione, ma non avevano un'idea chiara delle forze nemiche. Si aspettavano di affrontare 600 uomini della Legione e dell'Esercito Arabo di Liberazione, ossia una forza insufficiente per tenere il fronte di 4 km del versante di Latrun. I transgiordani disponevano invece pur sempre di una Brigata completa ed erano aiutati da varie centinaia di volontari.
Tenendo conto degli errori dell'attacco precedente, questo nuovo attacco fu organizzato con gran cura e la zona in cui si dovevano lanciare all'attacco le forze ebraiche era stata ripulita il 28 maggio, in modo particolare i due gruppi di case di Beyt Jiz e di Beyt Susin, da cui un contrattacco era stato scatenato dai miliziani arabi al momento della prima battaglia, come pure la collina 369.
L'attacco era di nuovo previsto lungo due direttrici:
- il 72º e il 52º battaglione di fanteria dovevano procedere sfruttando il fattore sorpresa, a piedi, con un ampio movimento di accerchiamento da sud fino a Beyt Susin, per prendere poi Bab al-Wed e poi attaccare rispettivamente Deyr Ayyub e Yalu e infine piegare obliquamente verso il villaggio di Latrun e attaccarlo da est;
- il 71º battaglione di fanteria e il 73º battaglione meccanizzato dovevano prendere d'assalto il posto di polizia, il monastero e il villaggio di Latrun da nord-ovest.

Verso mezzanotte, gli uomini del 72º e del 52º passarono in stretto silenzio a Bab al-Wed, poi si divisero verso i loro rispettivi obiettivi. Una compagnia prese Deyr Ayyub, che era vuota, ma in seguito fu sorpresa mentre saliva la collina vicina. Subì il tiro incrociato dell'artiglieria e delle mitragliatrici della Legione. Tredici uomini furono uccisi e numerosi furono feriti. La compagnia, composta da immigrati, batté allora in ritirata verso Bab al-Wed. Il 52º battaglione, che si preparava a quel punto a prendere la collina davanti Yalu, ricevette ugualmente l'ordine di arretramento.
Sull'altro fronte, le forze si divisero in due. I fanti del 71º presero rapidamente il monastero, poi si batterono per prendere il villaggio. Dall'altro lato, l'artiglieria israeliana riuscì a neutralizzare le armi del posto di polizia. Gli half-track guadagnarono la linea di difesa e i lanciafiamme presero alla sprovvista i difensori. Tuttavia, la luce provocata dall'incendio che essi avevano provocato, vanificò la loro copertura notturna ed essi divennero così facile preda per i cannoni da 60 mm giordani dispiegati nella zona. I fanti israeliani furono rapidamente neutralizzati e distrutti. I genieri riuscirono malgrado tutto a far esplodere la porta, ma nella confusione non furono seguiti dai soldati. Haim Laskov, capo delle operazioni su questo fronte, ordinò allora alla compagnia D del 71º battaglione rimasto di riserva d'intervenire, ma uno dei soldati fece accidentalmente esplodere una mina, provocando la morte di 3 uomini e il ferimento di numerosi altri. L'esplosione attirò un nutrito fuoco dell'artiglieria giordana, che provocò il panico negli uomini restanti, che fuggirono verso ovest.
La battaglia non era ancora perduta per gli israeliani ma, con l'alba imminente, Laskov ritenne che i suoi uomini non avrebbero potuto fronteggiare un contrattacco della Legione e preferì ordinare la ritirata. Ciò aiutò i giordani, dal momento che il 4º reggimento era completamente a corto di munizioni.
Il 73º battaglione subì quasi il 50% delle perdite e l'insieme delle forze impegnate registrò 44 morti e il doppio di feriti. Secondo le fonti, la Legione contò fra il 12 e il 20% di morti, fra cui il tenente comandante del posto di polizia. I giordani annunciarono per parte loro di avere avuto 2 morti e che i caduti israeliani assommavano a 161.
David Marcus attribuì la responsabilità della disfatta alla fanteria, dichiarando: «la copertura dell'artiglieria era corretta. I blindati fecero bene. La fanteria, assai male». Benny Morris stima che l'errore fu piuttosto quello di disperdere le forze su numerosi obiettivi invece di concentrare tutta la Brigata sull'obiettivo principale: il posto di polizia.

### Strada di Birmania

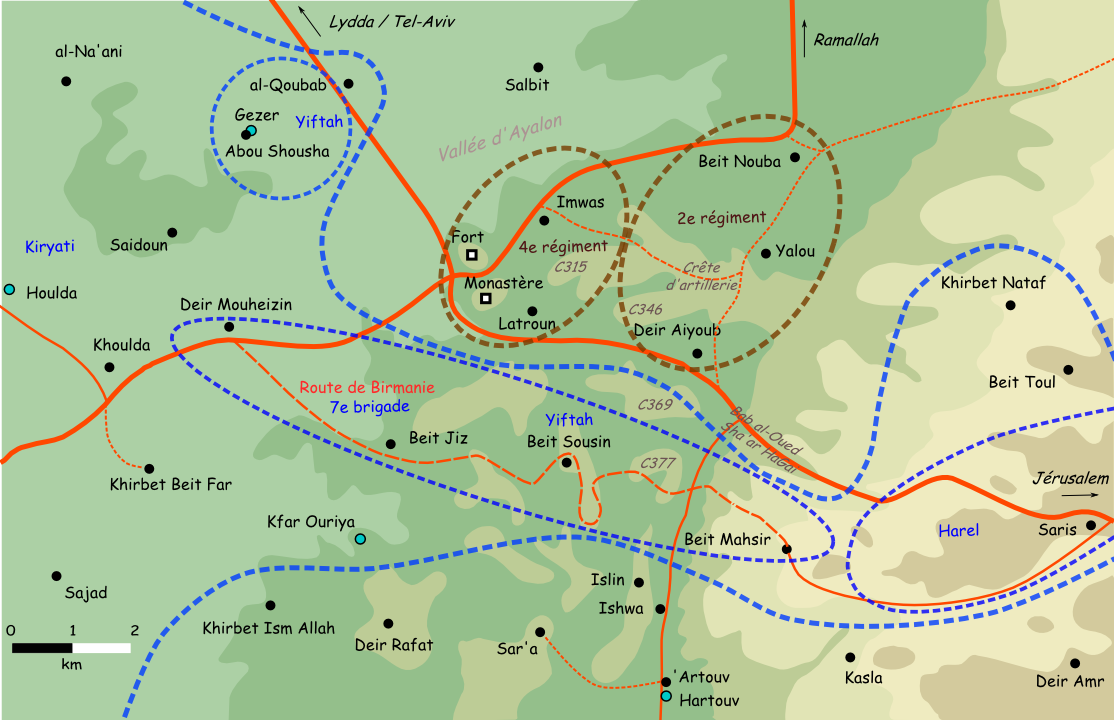
"Strada di Birmania" sotto controllo della 7ª Brigata.

Il 28 maggio, dopo aver assunto il controllo di Beyt Susin, gli israeliani controllavano uno stretto corridoio fra la costa e Gerusalemme. Tuttavia questo corridoio non era percorso da alcuna strada in grado di far transitare convogli di camion.
Una pattuglia di uomini del Palmach muovendosi a piedi scoprì piste che univano tra loro numerosi villaggi abbandonati sulle colline a sud della strada controllata dalla Legione Araba. Nella notte tra il 29 e il 30 maggio, jeep inviate sulle colline confermarono che esisteva un cammino carrozzabile.
Fu allora presa la decisione di attrezzare una strada nella zona. Gli si dette il nome di «Strada di Birmania», in ricordo della strada di rifornimenti fra la Birmania e la Cina, costruita dai britannici durante la II guerra mondiale.
Gli ingegneri si misero immediatamente all'opera per creare la strada, mentre convogli di jeep, muli e dromedari. erano organizzati da Houlda per trasportare mortai e cannoni da 65 mm a Gerusalemme. Senza conoscere gli obiettivi, i giordani intuirono che erano in corso lavori sulle colline. In risposta, effettuarono alcuni tiri d'artiglieria, tiri che sarebbero stati rapidamente interrotti su ordine del loro superiore britannico, e inviarono pattuglie per ostacolare i lavori, ma senza successo.
Tuttavia era di alimenti che gli abitanti della Gerusalemme ebraica avevano innanzi tutto bisogno. A partire dal 5 giugno, gli ingegneri israeliani cominciarono a sistemare la strada in modo che essa potesse consentire il passaggio di camion di trasporti civili necessari al rifornimento della città. Centocinquanta operai, lavorando in 4 squadre, si coordinarono del pari per installare una tubatura destinata ad alimentare d'acqua la città ebraica, dal momento che l'altra tubatura, passando per Latrun, era stata tagliata dai giordani.
Lapierre e Collins riferiscono di un'azione eroica, quando nella notte tra il 6 e il 7 giugno, di fronte alla situazione critica di Gerusalemme e per ridare speranza alla popolazione, 300 abitanti di Tel Aviv furono precettati per trasportare acqua a spalla, percorrendo i chilometri non ancora carrozzabili per rifornire gli abitanti della città.
La prima fase dei lavori fu terminata per la tregua del 10 giugno. e il 19 giugno un convoglio di 140 camion, trasportante ognuno 3 tonnellate di merci, oltre che numerose armi e munizioni, raggiunse Gerusalemme. L'assedio alla città fu tolto definitivamente.
Questo successo israeliano fu accompagnato da un incidente che è stato conservato nella memoria dei protagonisti di quei giorni: la morte di David Marcus, ucciso accidentalmente da fuoco amico, cioè da una sentinella israeliana, durante la notte fra il 10 e l'11 giugno.

### Offensive condotte con l'Operazione Dani

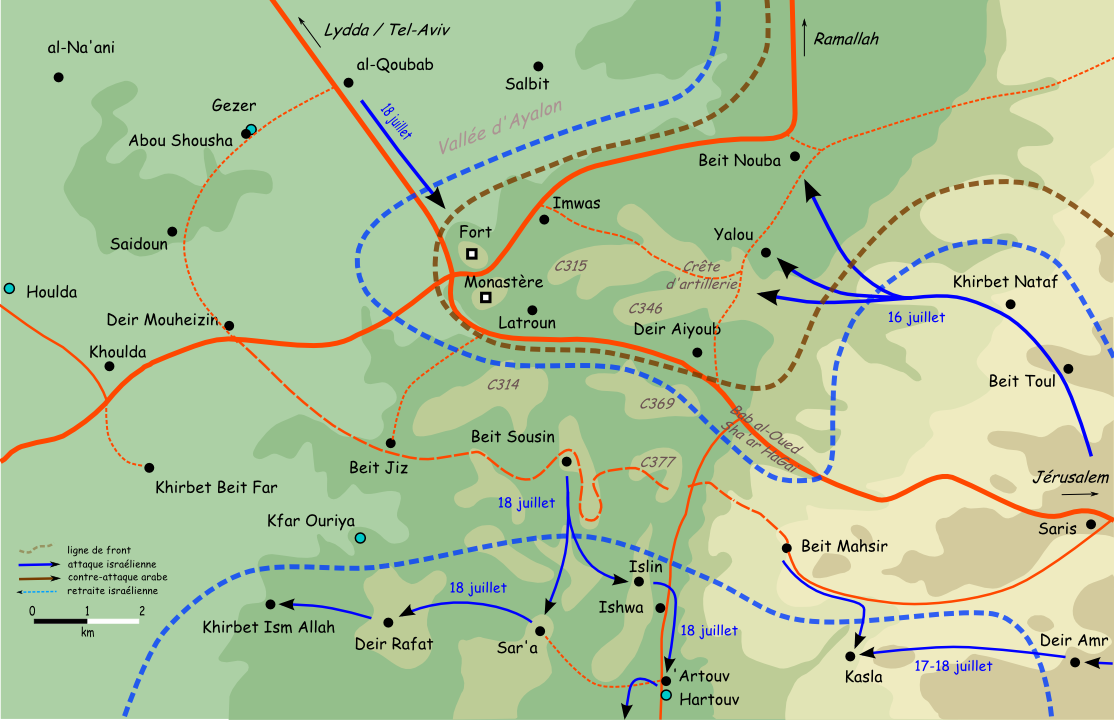
Piano di attacchi condotti contro la posizione di Latrun nel quadro dell'Operazione Dani.

Dopo il mese di tregua che consentì a all'esercito israeliano di riprendere forza e di equipaggiarsi, il punto debole del dispositivo israeliano restava il fronte centrale e lo stretto corridoio che univa Gerusalemme alla pianura costiera. Lo Stato Maggiore decise di lanciare l'Operazione Larlar, il cui obiettivo era quello di conquistare Lidda, Ramla, Latrun e Ramallah, nonché di liberare completamente dall'accerchiamento Gerusalemme Ovest da settentrione.
Per conseguire tale obiettivo, Yigal Allon si vide affidare le brigate Harel e Yiftah (in quel momento totalizzante 5 battaglioni), l'8ª Brigata blindata (nuovamente costituita dall'82º e dall'89º battaglione), numerosi battaglioni di fanteria delle brigate Kiryati e Alexandroni e 30 pezzi d'artiglieria. La 7ª Brigata fu dispiegata invece sul fronte settentrionale.
In una prima fase, tra il 9 e il 13 luglio, gli israeliani presero Lidda e Ramla e chiusero la loro morsa su Latrun con la presa di Salbit, ma le forze erano esauste e lo Stato Maggiore rinunciò a proseguire fino a Ramallah. Due attacchi furono comunque lanciati contro Latrun.

#### Offensiva contro il lato est del dispositivo giordano (16 luglio)
La notte fra il 15 e il 16 luglio, numerose compagnie della Brigata Harel condussero un attacco contro Latrun da est, nei dintorni della «cresta d'artiglieria» e dei villaggi di Yalu e Beit Nuba. Avanzarono nelle colline attraverso i villaggi di Beyt Tul e Khirbet Nataf, trasportando il loro materiale a dorso di mulo. Dopo varie ore di combattimento e di contrattacchi dei veicoli blindati della Legione araba, esse furono infine respinte ma riuscirono a conservare il controllo di diverse colline. In totale, gli israeliani contarono 23 morti e numerosi feriti.

#### Assalto frontale contro il posto di polizia (18 luglio)
Lo Stato Maggiore decise di tentare il 18 luglio, un'ora prima dell'entrata in vigore del cessate-il-fuoco, un attacco frontale di giorno contro il posto di polizia. I servizi d'informazione militare indicarono in effetti che era poco probabile che le forze della Legione nel settore fossero ingenti.
Il mattino, operazioni esplorative furono condotte nel settore, ma non permisero di confermare o di smentire le informazioni dei servizi d'informazione militare. Alle 18,00, due carri armati Cromwell pilotati da disertori britannici, e sostenuti da un battaglione della brigata Yiftah a bordo di half-track si lanciarono all'assalto del posto di polizia, sostenuti dall'artiglieria.
Quando le forze israeliane arrivarono a 500 metri dal forte, furono sottoposte al fuoco dell'artiglieria giordana. Verso le 18 e 15, uno dei carri armati fu colpito (o ebbe un'avaria meccanica). all'altezza del campo di prigionia e fu costretto a tornare ad al-Qubab per riparazioni. Il resto delle forze attese il suo ritorno e l'attacco partì di nuovo verso le 19 e 30 ma fu abbandonato verso le 20,00.
Gli israeliani ebbero tra i 9 e i 12 caduti.
Parallelamente, elementi della Brigata Harel conquistarono una decina di villaggi a sud della Strada di Birmania, in modo da allargare e mettere in sicurezza il corridoio di Gerusalemme. La maggior parte degli abitanti s'era allontanata per i combattimenti già da aprile ma quanti non l'avevano fatto furono sistematicamente espulsi.

### Assalto finale?
Durante la seconda tregua che fece seguito alla "Campagna dei 10 giorni", gli israeliani acquisirono una totale superiorità militare sui loro avversari e il governo studiò dove e quando colpirli. Le scelte potevano dirigersi verso l'enclave araba in Galilea, tenuta dalle forze dell'Esercito Arabo di Liberazione; verso la Samaria e la Giudea, tenute dagli iracheni e dai giordani; o infine verso il Sud del Negev, tenuto dagli egiziani.
Ogni opzione presentava vantaggi e inconvenienti. Tuttavia, il 24 settembre, un attacco effettuato da irregolari palestinesi nel settore di Latrun, nel corso del quale trovarono la morte 23 soldati israeliani, fece precipitare la discussione verso una decisione, se non logica, quanto meno comprensibile. Il 26 settembre, David Ben-Gurion difese davanti al suo governo l'idea di attaccare una volta di più Latrun e di conquistare la Cisgiordania.
Dopo la discussione, la mozione fu respinta con 7 voti a favore contro 5. Secondo Benny Morris, gli argomenti che pesarono sulla bilancia furono le ripercussioni internazionali negative per Israele a causa del recente assassinio di Folke Bernadotte; i timori delle conseguenze dell'attacco sull'accordo sottobanco con re Abd Allah I di Giordania; le paure che la disfatta della Legione araba potesse provocare l'intervento militare britannico per l'attivazione dell'Accordo di mutua difesa fra Giordania e Regno Unito; e infine le conseguenze demografiche che avrebbe comportato l'incorporazione di diverse centinaia di migliaia di cittadini arabi supplementari all'interno dello Stato ebraico.
Ben-Gurion qualificò la decisione del governo bechiya ledorot («causa di lagnanza per generazioni»), considerando che Israele avrebbe forse in tal modo rinunciato per sempre alla città di Gerusalemme, alla Giudea e alla Samaria.

## Conseguenze

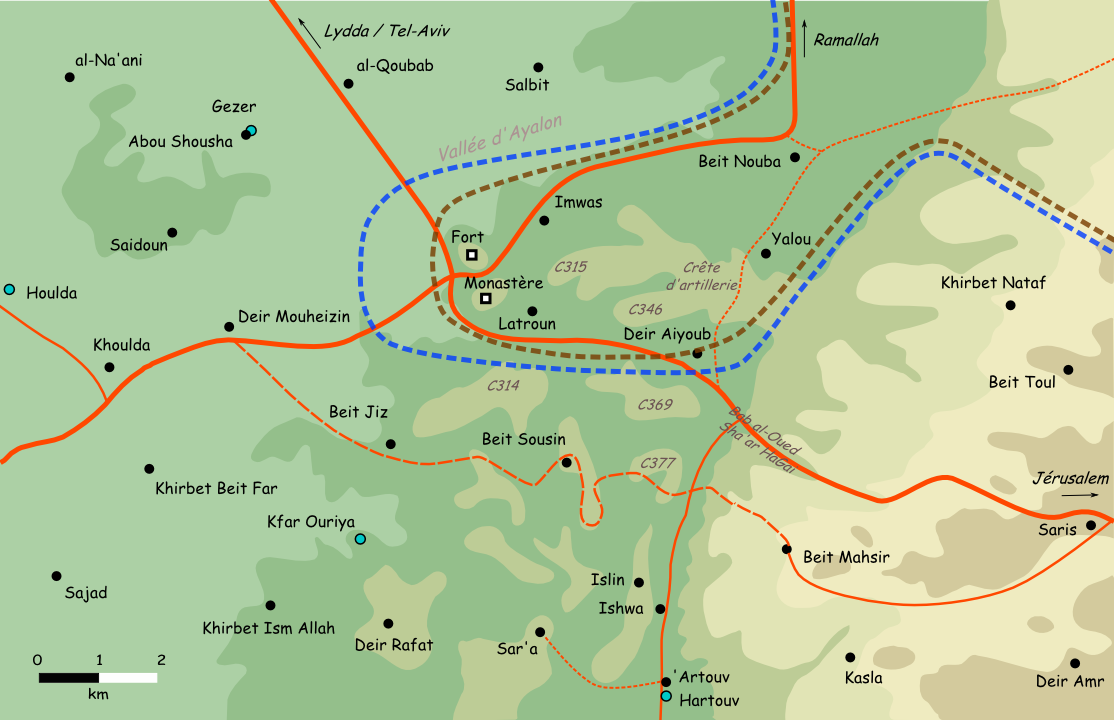
Zona di Latrun (19 luglio 1948).

A livello operazionale, l'insieme degli attacchi su Latrun presenta un saldo negativo per le forze israeliane, mentre indica una serie di vittorie giordane, benché spesso mal sfruttate. I giordani respinsero tutti gli attacchi e conservarono il controllo della strada che collegava la pianura costiera a Gerusalemme, mentre gli israeliani dovettero piangere 168 morti accertati, e assai più numerosi feriti.
A livello strategico il risultato è più sfumato:
- la "strada di Birmania" permise agli israeliani di accerchiare Latrun e di assicurare rifornimenti in viveri, armi e munizioni ai 100 000 abitanti ebrei di Gerusalemme Ovest, evitando la caduta della città;
- se il controllo di Gerusalemme Ovest da parte israeliana mobilitò una parte degli eserciti arabi lontano dalle zone costiere, il controllo di Latrun da parte dei giordani, a 15 km da Tel Aviv, restò una minaccia che mobilitò una parte importante delle forze israeliane;[22]
- Latrun fu un punto nodale del dispositivo della Legione Araba: Glubb Pascià vi ammassò un terzo delle proprie truppe; la sua caduta avrebbe certamente condotto alla caduta della Gerusalemme araba e alla presa complessiva della Cisgiordania da parte israeliana.[53]

Al momento delle discussioni per l'armistizio israelo-giordano a Rodi, gli israeliani chiesero, senza ottenerlo, il ritiro della Legione Araba da Latrun. La posizione rimase sotto controllo giordano fino alla guerra dei sei giorni.

## Storiografia

### Storiografia e memoria collettiva israeliana
Esiste una distanza, talvolta assai grande, fra i fatti stabiliti dalla ricerca storica e l'immagine che la memoria collettiva ne conserva. È questo il caso della battaglia di Latrun che è divenuto un mito fondatore in Israele.

#### La chiaroveggenza strategica del comandante in capo

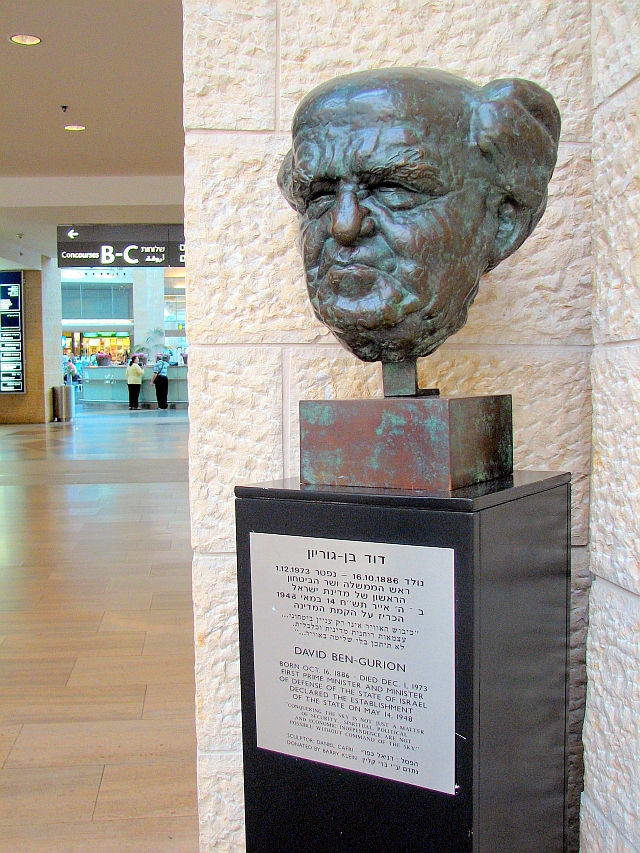
Busto di David Ben-Gurion realizzato dallo scultore Daniel Cafri, Aeroporto di Tel Aviv.

La prima versione della battaglia di Latrun venne fornita da David Ben-Gurion e dal suo entourage.
Inizialmente il governo rimase silenzioso circa la battaglia. Tuttavia, il 27 maggio, il quotidiano israeliano Maariv riportò con scetticismo i resoconti arabi che parlavano di una grande vittoria della Legione, con 800 morti israeliani. Come reazione, la stampa israeliana sottolineò che il fine dell'operazione non era quello di conquistare Latrun, ma di colpire la Legione e, il 1º giugno, essa pubblicò le cifre di 250 morti da parte araba e di 10 morti, 20 feriti gravi e 20 feriti leggeri da parte israeliana.
A partire dal 14 giugno la stampa mise l'accento sull'apertura della strada di Birmania e nel contesto d'uno scontro fra lo Stato Maggiore e David Ben-Gurion quest'ultimo parla di "una grande vittoria" mentre Yigael Yadin parla di una "tremenda disfatta"".
La versione ufficiale entrò nella storiografia verso il 1955 grazie al tenente colonnello Israël Ber, peraltro vice e collaboratore di Yadin all'epoca dei fatti, che pubblicò Le battaglie di Latrun. Questo studio, considerato dalla storica e sociologa Anita Shapira come "il più intelligente che sia mai stato scritto sull'argomento", analizza le battaglie sotto il profilo militare e politico. Lo studio concludeva che, vista l'importanza, sia morale, sia strategica di Gerusalemme, "le tre disfatte tattiche intervenute a Latrun [...] assicurarono il rifornimento [della città] e costituirono una manovra diversiva nei confronti della Legione Araba [...] e dimostrarono la chiaroveggenza strategica del comandante in capo, capace d'identificare gli elementi chiave e di subordinare alla propria visione generale le considerazioni tattiche, necessariamente limitate, del Comando militare.
Ber addossava la responsabilità principale delle sconfitte tattiche ai difetti dei servizi d'informazione e all'assenza di comando separato sui differenti fronti. Sottolineava del pari la presenza d'immigrati male addestrati, senza tuttavia biasimarli, a un equipaggiamento difettoso e alla difficoltà per un nuovo esercito di avere successo nella sua prima operazione bellica mirante a catturare una zona di difesa precedentemente organizzata. Forniva poi le prime stime delle perdite, fissandole in 50 morti nei ranghi del 32º Battaglione della brigata Alexandroni e a 25 morti nelle file del 72º Battaglione della 7ª Brigata, costituita parzialmente da immigrati".
Ber dà inizio al mito dipingendo gli avvenimenti di Latrun come "un'epopea eroica, di quelle che si producono alla nascita d'una nazione o nel momento del successo storico dei movimenti di liberazione nazionale".

#### La negligenza criminale
(John Laffin, The Israeli Army in the Middle East Wars 1948-73, Londra, Osprey Publishing, 1982, p. 8.)
Benché esistano diversi eventi più sanguinosi per gli israeliani della battaglia di Latrun nella Guerra del 1948-1949, come il massacro di Kfar Etzion con circa 150 morti, o quello del convoglio del Monte Scopus con 78 morti, la battaglia di Latrun è certamente l'avvenimento della guerra che ha maggiormente provocato più discussioni e polemiche in Israele.
Una prima spiegazione è che Latrun ha continuato a bloccare la strada per Gerusalemme fino alla Guerra dei sei giorni, costringendo gli israeliani ad aggirare i suoi contrafforti per raggiungere la Città Santa, segnando così in tal modo ogni giorno le coscienze. Secondo Anita Shapira, la ragione principale che nondimeno grava sulla memoria collettiva e la storiografia è che in quel contesto si è verificata una non lieve "lotta fra due élite dirigenti": quella costituita da David Ben-Gurion e i veterani dell'esercito britannico da una parte e quella costituita dal Palmach e dall'Haganah dall'altra.
In questo scontro d'influenza che proseguì fino agli anni settanta e nelle controversie che alimentano regolarmente la stampa fino a metà degli anni ottanta, la tesi della "necessità strategica" si oppone a quella della "negligenza criminale" con un fondale, la partecipazione alla battaglia dei nuovi immigrati, in grado così di forgiare un nuovo ennesimo mito fondatore".
D'un lato, gli oppositori di David Ben-Gurion attaccano la sua autorità morale. Si parla dell'"inferno di Latrun" o degli immigrati, "volgare carne da cannone" che sono morti di sete in mancanza di borracce. Poi il numero delle vittime e la proporzione gonfiata d'immigrati fra costoro. Le cifre passano da "numerose centinaia di morti" ai "500-700 morti", poi a "1000-2000 morti". La proporzione d'immigrati fra le vittime giunge fino al 75%. Si accusa lo stesso Ben-Gurion d'aver voluto la disfatta dell'Operazione, in modo da "creare il mito dell'invincibile Legione araba e così giustificare la cessione (l'abbandono) della città di David a re ʿAbd Allāh; Shapira vede d'altronde qui una premessa alla tesi di Avi Shlaim su una collusione fra Ben-Gurion e ʿAbd Allāh, che ella descrive ugualmente come un mito. Dall'altro lato, i partigiani di David Ben-Gurion antepongono tanto il "sacrificio eroico" degli immigrati, quanto addossano la responsabilità dello scacco subito al loro scadente addestramento.
Diversi lavori riguardanti la guerra del 1948 furono pubblicati all'epoca, riprendendo ognuno di essi l'una o l'altra visione delle cose, quali: John e David Kimche, Dai due lati della collina (probabilmente il meno ideologizzato); Dominique Lapierre et Larry Collins, Ô Jérusalem (il più noto a livello internazionale) e Dan Kurzman, Genesi, 1948 (il solo che abbia suscitato reazioni da parte della stampa israeliana).
Con questa polemica di fondo, le ricerche e la storiografia circa Latrun furono monopolizzate negli anni ottanta dall'opera di Arié Itzhaki, Latrun (in 2 volumi). Egli ristabilì il numero esatto delle vittime ma, al contrario di Israel Ber, nel frattempo smascherato come spia per conto dell'Unione Sovietica, egli descrive la battaglia come "il più grave smacco di tutta la storia di dell'esercito israeliano", uno smacco le cui responsabilità strategiche devono essere addossate a David Ben-Gurion, preso dal panico a causa della situazione in cui si trovava Gerusalemme, mentre le responsabilità tattiche agli errori dell'Alto Comando della Brigata, e non agli immigrati che dovettero subirne il punto di vista.

#### Il dramma dell'alienazione

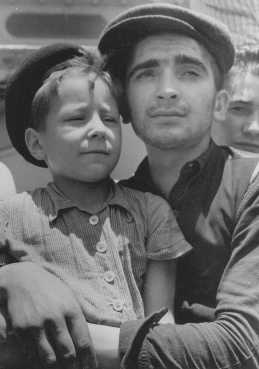
Yisrael Meir Lau (8 anni) nelle braccia di Elazar Schiff, sopravvissuti al campo di sterminio di Buchenwald, al momento del loro arrivo ad Haifa il 15 luglio 1945.

I primi anni immediatamente successivi alla sua creazione, Israele conobbe un problema sociale d'integrazione dei nuovi immigrati, giunti dopo la Guerra d'indipendenza, che avevano al massimo dovuto patire il trauma d'uno sradicamento dalla loro patria, fosse essa europea, araba o americana, e sovente l'orrore dei campi di concentramento e di sterminio e 6 anni di conflitto mondiale. Questa integrazione era assai più difficile di quella dei sabra, nati in Palestina che occupavano tutti i posti principali di dirigenza, tanto più che Israele esaltava l'immagine del suo "sabra forte e coraggioso, eroe senza paura, sdegnoso della debolezza e della sconfitta". Il fenomeno si accentuò ancor più con la vittoria israeliana della guerra dei sei giorni.
Tuttavia le incertezze e lo choc derivanti dalla guerra del Kippur infransero questa immagine e fecero riaffiorare lo spettro della Shoah. La memoria collettiva subì un'evoluzione e cercò a quel punto d'integrare nella storia mitizzata anche la storia delle difficoltà, delle disfatte, delle sofferenze e dei sacrifici. In parallelo, una nuova élite si espresse fra gli ebrei di provenienza orientale, rafforzata dall'ascesa di Menachem Begin che non appariva come un vero protagonista del passato precedente il 1948".
In tale contesto, il "mito di Latrun" divenne lo sfogo "delle frustrazioni e dell'amarezza dei nuovi immigrati» e un catalizzatore della loro integrazione in una società.
L'influenza sulla storiografia si fa avvertire principalmente sulla stampa e attraverso i dibattiti in cui "gli immigrati vogliono semplicemente assicurarsi che il loro contributo alla battaglia s'inscrive nella memoria collettiva sotto un segno positivo". Essa non apporta alcun nuovo documento ma si esprime attraverso testimonianze «tardive» di attori degli eventi. Essa non rimette in causa, né partecipa alle polemiche delle due precedenti versioni dei fatti, ma pretende "un ruolo autonomo [dato agli immigrati] là dove la documentazione storica accorda loro solo un posto secondario.".

#### Il mito della colpevolezza

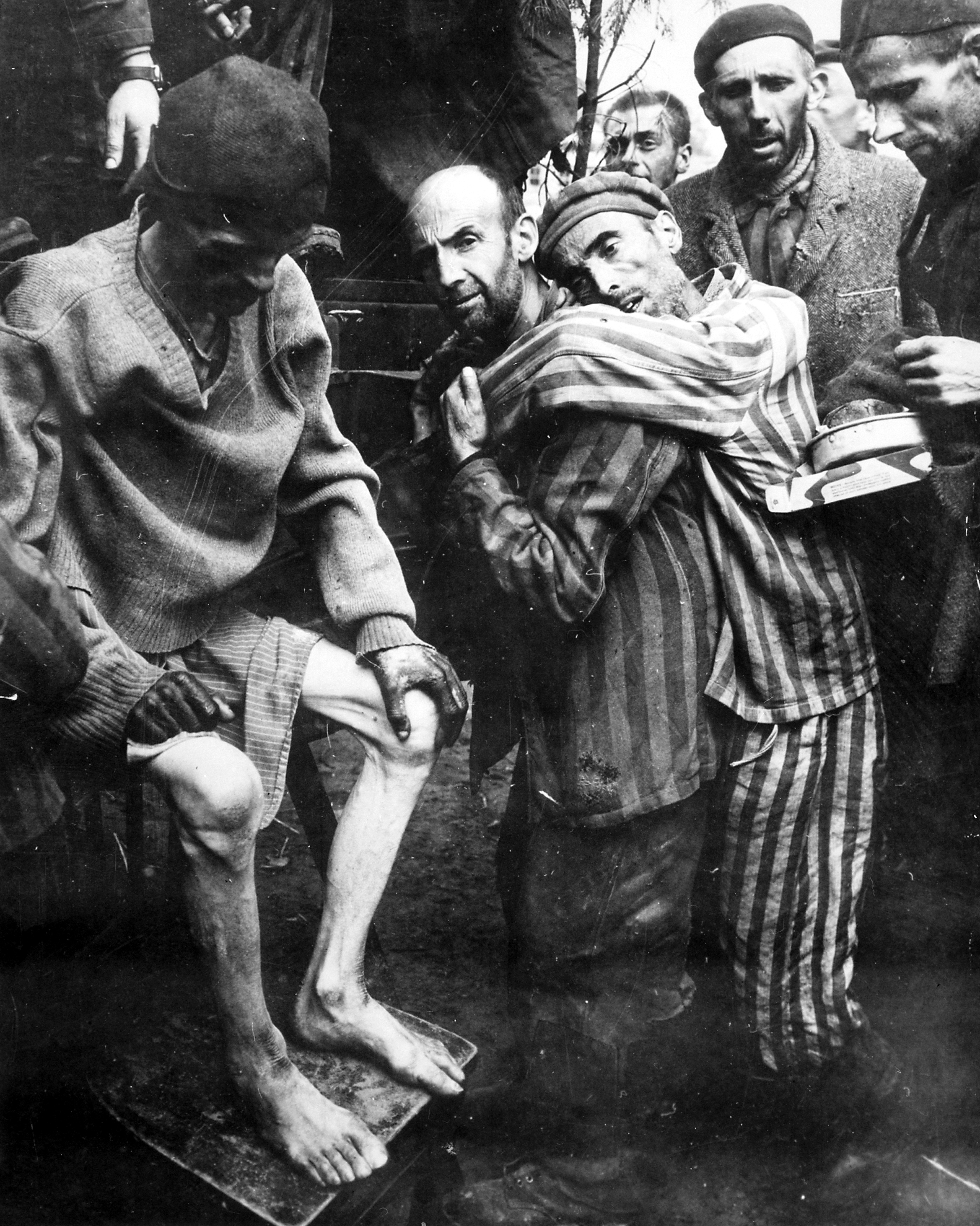
Sopravvissuti del campo di concentramento di Wöbbelin (1945).

Negli anni ottanta, parallelamente all'ascesa dell'ideologia post-sionista, la storiografia della battaglia di Latrun evolse verso una rappresentazione della colpevolezza e verso un atto d'accusa contro uno "Stato nato nel peccato", "l'ipocrisia", le "false parvenze" e "il sangue degli scampati alla Shoah" che "venuti a cercare una nuova vita vi hanno trovato solo la morte".
Questa versione di traduce in molti poemi, fra cui il più noto e provocatorio è stato composto da Gabi Daniel (pseudonimo di Benjamin Harushovsky-Harshav) e intitolato Pietro il Grande:
(Gabi Daniel, Pietro il Grande)
In questo poema si ritrovano i temi della "disumanizzazione e della strumentalizzazione dei sopravvissuti della Shoah", da un lato con David Ben-Gurion e, per il suo tramite, "il giovane ebreo innocente della razza superiore" e dall'altro "giovani persone senza nome e senza volto, tenuti a trovare la salvezza in Israele".".
Anita Shapira vede in questo nuovo mito il bisogno di respingere l'identità col passato e di rinunciare alla memoria comune. Benché nell'Israele degli anni Ottanta, la critica dei miti fondatori dello Stato sia diffusa, la ricezione di questa proposta d'abbandono è mitigata e "[questa] versione di Latrun destinata a fare esplodere il mito dell'unione degli esiliati [resta] limitata all'orbita d'un gruppo radicale all'interno della comunità intellettuale [israeliana].

#### Khirbet Kurikur
Una battaglia condotta nella zona conobbe una sorte tragica per gli israeliani ed è completamente occultata dalla memoria collettiva.
Il 18 luglio, una compagnia del 1º Battaglione della Brigata Yiftah ricevette l'ordine di conquistare Khirbet Kurikur, un avamposto dominante la sola strada d'accesso a Latrun per la Legione e situata a pochi chilometri a nord del saliente. Benché meglio delle operazioni che l'avevano preceduta, i servizi d'informazione non informarono l'ufficiale responsabile dell'operazione che proprio a fianco di esso si trovava un altro avamposto, occupato da una compagnia rinforzata della Legione. Essa osservava le operazioni in atto, chiedendo rinforzi, specialmente in veicoli blindati. Quando essa si lanciò al contrattacco, gli israeliani furono presi sotto un fuoco incrociato e accerchiati. Nessuna forza era disponibile per giungere come rinforzo ed essa dovette ritirarsi senza copertura e in piena luce diurna. 45 soldati israeliani, per la maggior parte di età fra i 16 e i 17 anni, persero la vita.
Pur essendo questa battaglia una delle più cruente, Anita Shapira sottolinea che essa non ha segnato la memoria collettiva israeliana. "[Se] il successo ha numerosi padri, [...] l'insuccesso resta orfano. [...] I morti di Kurikur non entrarono mai nel pantheon della memoria nazionale israeliana. [...] [Mentre si polemizzò su numerosi dettagli], la perdita di 45 soldati [...] avrebbe dovuto porre delle domande. Ma essi morirono da un lato dell'arena che si dimostrò senza importanza, visto che non doveva decidere la sorte della Campagna".

#### Commemorazione
Dopo la crisi di Suez e la guerra dei sei giorni, il corpo corazzato divenne l'arma più importante di dell'esercito israeliano. Per ragioni tecniche (distanza in relazione alle basi) e per il motivo che i luoghi più mitici sono ora accessibili, gli ufficiali dibattono per trasferire il luogo del giuramento delle nuove reclute da Masada verso una località più appropriata. Sarà Latrun a essere infine prescelta.
Negli anni Ottanta, un complesso commemorativo e un museo furono perciò costruiti intorno al posto di polizia. Il complesso ha un muro che raccoglie i nomi di tutti i soldati caduti a partire dalla guerra d'Indipendenza, un monumento alla gloria degli eroi un altro per raccogliersi. Il museo ospita circa 200 carri armati e diversi veicoli blindati.

### Storiografia giordana
Secondo lo storico Eugène Rogan, la storiografia giordana della guerra del 1948 si basa essenzialmente sulle Memorie di ufficiali giordani che hanno preso parte ai combattimenti o di storici "nazionalisti". Egli reputa tali lavori "non critici" e "lealisti" verso il regime hascemita e cita: Le mie memorie (Mudhakkirātī) di Habis al-Majali, comandante del 4º Reggimento; Le battaglie di Bab al-Wed di Mahmud al-Ghussan, uno dei suoi ufficiali di Stato Maggiore; Sulla strada di Gerusalemme di Ma'n Abu Nuwar, ufficiale della Legione araba, poi storico giordano, e Soldato fra gli Arabi di John Bagot Glubb.
La storiografia giordana presenta Latrun come un grande successo della Legione araba nella difesa di Gerusalemme, in cui un contingente di 1 200 uomini riuscì a resistere all'assalto di 6 500 soldati israeliani. Essa valuta del pari le perdite israeliane tra i 400. e gli 800 caduti. Glubb li valuta a 600 morti per il primo assalto e a ulteriori 600 per i due assalti seguenti.
Habis al-Majali è ugualmente considerato come "il solo comandante arabo ad aver impartito una disfatta agli israeliani nel 1948 e ad aver restituito un po' d'onore agli Arabi". Secondo la sua versione degli avvenimenti, avrebbe anche catturato e curato Ariel Sharon nel corso della battaglia e fu il colonnello Ashton (suo superiore britannico, comandante della 3ª Brigata) che gli avrebbe vietato di bombardare a tappeto la strada di Birmania: cosa che avrebbe potuto impedire la sua costruzione. Dopo la guerra, egli divenne guardia del corpo di re Abd Allah I di Giordania. Sarà nominato Capo di Stato Maggiore nel 1957 e Ministro della Difesa nel 1967.

### Storiografia e memoria collettiva palestinese

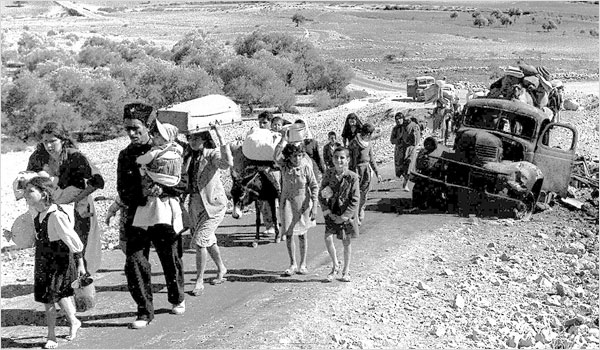
Rifugiati palestinesi durante l'esodo palestinese del 1948.

La storiografia palestinese non differisce essenzialmente da quella israeliana per quanto riguarda l'andamento della battaglia. Essa si basa d'altronde su quest'ultima per parlare degli eventi, senza tuttavia farne un elemento importante e senza, logicamente, far riferimento ai suoi caratteri mitici. Nella sua opera All That Remains: The Palestinian Villages Occupied and Depopulated by Israel in 1948, Walid Khalidi identifica il primo attacco con gli assalti della Brigata Givati nel corso dell'Operazione Maccabei. Egli sottolinea ugualmente la resistenza opposta dall'Esercito Arabo di Liberazione e dagli irregolari arabi palestinesi, "ispirati da Abd al-Qadir al-Husayni" (morto un mese prima).
Tuttavia la storiografia e la memoria collettiva palestinesi privilegiano l'esodo delle popolazioni arabe palestinesi durante la guerra del 1948, in varie occasioni accompagnato da vere e proprie espulsioni, massacri o dalla distruzione dei loro villaggi, che essi assimilano a una pulizia etnica.
Nella zona di Latrun, furono una ventina di villaggi e circa 10 000 arabi palestinesi ad essere coinvolti. Una parte degli abitanti fuggì durante gli scontri del mese di aprile e la maggior parte scappò quando gli israeliani attaccarono i loro villaggi nel corso delle operazioni seguenti. Tuttavia, dopo la loro conquista, i soldati israeliani espulsero sistematicamente gli abitanti che non erano partiti. Per spingerli a partire, essi furono intimoriti. Un massacro di 30-70 palestinesi ebbe probabilmente luogo ad Abu Shusha, qualche giorno dopo la sua conquista. La maggioranza dei villaggi furono poi rasi al suolo, sia perché non servissero più da base degli irregolari arabi (visto che i soldati israeliani non potevano occuparli), sia per impedirne il ritorno ai loro originari abitanti arabi. In certi casi, insediamenti saranno costruiti al loro posto o nelle loro immediate vicinanze.

### Confronto storiografico nel contesto della guerra del 1948
Per molti israeliani, Latrun costituisce una prova di fatto della loro debolezza nella guerra che li oppose agli Stati arabi e ai palestinesi. Vi morirono numerosi soldati e nessuno dei 5 attacchi permise di prendere quella posizione strategica che impediva i rinforzi per Gerusalemme Ovest: cosa che avrebbe potuto portare alla sua resa. Essi furono salvati in extremis, in due occasioni, da questa situazione, dall'Operazione Nahshon e dall'apertura della Strada di Birmania. La presenza e il blocco imposto dalla Legione Araba a Latrun sono percepiti come un'aggressione araba mirante a far cadere Gerusalemme.
Senza rimetterla in causa, i "Nuovi Storici" sfumano questa analisi, sottolineando che in rapporto ai palestinesi (al momento dell'Operazione Nahshon), le forze israeliane erano senza dubbio superiori e che in rapporto agli eserciti arabi, la situazione di equilibrio iniziale s'era rapidamente evoluta dopo luglio verso una superiorità, di cui entrambi i protagonisti erano perfettamente consapevoli. Essi pensano che la presenza della Legione Araba a Latrun, in territorio sotto controllo arabo, era indispensabile per impedire la conquista israeliana di tutta la Cisgiordania", d'altronde prevista a settembre.
Certi fra costoro si spingono oltre e sottolineano una "comprensione, "un'intesa", ossia una "collusione" che sarebbe esistita fra Israele e Abd Allah I di Trangiordania nel pieno della guerra, al fine di spartirsi la Palestina. In tale contesto, il fatto che Latrun si trovasse nella parte assegnata agli arabi palestinesi (o ad Abd Allah) e aggiungendo che l'intervento della Legione a Gerusalemme stessa non era premeditato ma che reagiva a diversi attacchi israeliani, ma non considerando la situazione di accerchiamento e l'assedio della popolazione ebraica di Gerusalemme, gli israeliani divennero gli aggressori. Quest'ultimo approccio è stato particolarmente criticato da numerosi storici israeliani. Ilan Pappé, per quanto lo concerne, approfondisce il ragionamento vedendo fin dall'Operazione Ben Nun una strumentalizzazione dei nuovi immigranti, spediti volontariamente alla morte; ecco il suo pensiero in occasione di un documentario che affronta il ruolo mitico di Latrun nell'identità israeliana:
(Ilan Pappé)
La situazione di Latrun e i combattimenti che vi si svolsero non sono affrontati dalla storiografia palestinese che considera che la superiorità militare israeliana fosse una costante durante tutti i combattimenti. Essa vede Latrun come un intoppo in un piano israeliano da tempo premeditato, mirante alla conquista e alla pulizia etnica di tutta la Palestina. Per le stesse ragioni, i giordani vedono Latrun come un atto di resistenza eroica.

### Opere riguardanti le operazioni militari condotte a Latrun
- (EN) Ma'n Abu Nuwar, The Jordanian-Israeli War 1948-1951: A History of the Hashemite Kingdom of Jordan, Ithaca, Ithaca Press, 1999, ISBN 978-0-86372-286-8.
- (EN) Yoav Gelber, Palestine 1948, Brighton, Sussex Academic Press, 2006, ISBN 1-84519-075-0.
- (EN) Efraim Karsh, The Arab-Israeli Conflit - The Palestine War 1948, Osprey Publishing, 2002, ISBN 1-84176-372-1.
- (EN) Walid Khalidi, All That Remains: The Palestinian Villages Occupied and Depopulated by Israel in 1948, Institute For Palestine Studies, 1992, ISBN 1-84176-372-1.
- (FR) Dominique Lapierre, Larry Collins, O Jérusalem, Parigi, Robert Laffont, 1971, ISBN 2-266-10698-8.
- (HE) Ytzhak Levi, Nine Measures: The Battles for Jerusalem in the War of Independence, Ma'arachot, 1986.
- (FR) Benny Morris, Histoire revisitée du conflit arabo-sioniste, Parigi, Complexe, 2003, ISBN 978-2-87027-938-0.
- (EN) Benny Morris, 1948, Yale University Press, 2008, ISBN 0-300-12696-4.
- (FR) Pierre Razoux, Tsahal, nouvelle histoire de l'armée israélienne, Parigi, Éditions Perrin, 2006, ISBN 978-2-262-02328-7.
- (FR) Avi Shlaim, Le débat sur 1948, in International Journal of Middle East Studies, vol. 27, n. 3, agosto 1995,  pp. 287-304. URL consultato l'8 ottobre 2008 (archiviato dall'url originale il 14 novembre 2008).
- (EN) David Tal, War and Palestine 1948. Strategy and Diplomacy., Londra, Frank Cass & Co, 2003, ISBN 978-0-7146-5275-7.

### Biografie dei protagonisti
- (EN) Benny Morris, The Road to Jerusalem: Glubb Pasha, Palestine and the Jews, Londra, I.B.Tauris & Co Ltd, 2002, ISBN 978-1-86064-812-0.
- (EN) Anita Shapira, Yigal Allon, Native Son: A Biography, Filadelfia, University of Pennsylvania Press, 2007, ISBN 978-0-8122-4028-3.
- (EN) Neil Silberman, A Prophet from Amongst You: The Life of Yigael Yadin, Soldier, Scholar, and Mythmaker of Modern Israel, Addison Wesley, 1993, ISBN 978-0-201-57063-2.

### Opere riguardanti la storiografia israeliana
- (EN) Benny Morris, The Birth of the Palestinian Refugee Problem Revisited, Cambridge, Cambridge University Press, 2003, ISBN 978-0-521-81120-0.
- (EN) Nachman Ben-Yehuda, The Masada Myth: Collective Memory and Mythmaking in Israel, Cambridge, University of Wisconsin Press, 1995, ISBN 978-0-299-14834-8.
- (EN) Anita Shapira, Myth and Identity: the case of Latrun 1948, pp. 37-56, in Glenda Abramson (a cura di), Modern Jewish Mythologies, Hebrew Union College Press, 1993, ISBN 978-0-87820-216-4.
- (FR) Anita Shapira, Latroun 1948: La mémoire de la bataille, in L'imaginaire d'Israël : histoire d'une culture politique, Calmann-Lévy, 2005,  pp.  89.-135, ISBN 978-2-7021-3633-1.
- (EN) Zeev Schiff, A History of the Israeli Army, Londra, Sidgwick & Jackson Ltd, 1987, ISBN 978-0-283-99431-9.
- (EN) Tom Segev, 1949. The First Israelis, New York, Henry Holt and Company, 1998, ISBN 978-0-8050-5896-3.
- (EN) Avraham Sela, Transjordan, Israel and the 1948 War: Myth, Historiography and Reality, in Middle Eastern Studies, vol. 28, n. 4, agosto 1992.

### Articoli relativi alla storiografia giordana
- (EN) Eugène Rogan, La Jordanie et 1948 : persistance d'une histoire officielle, in La guerre de Palestine 1948. Derrière le mythe, Cambridge University Press, 2001, ISBN 2-7467-0240-1.
- (EN) Nur Masalha, Expulsion of the Palestinians: The Concept of "Transfer" in Zionist Political Thought, 1882-1948, Beirut, Institute for Palestine Studies, 1988, ISBN 978-0-88728-235-5.
- (EN) Ilan Pappé, The ethnic cleansing of Palestine, Oxford, Oneworld Publications, 2007, ISBN 978-1-85168-555-4.
- (EN) Avi Shlaim, Collusion Across the Jordan: King Abdullah, the Zionist Movement, and the Partition of Palestine, New York, Columbia University Press, 1988, ISBN 978-0-231-06838-3.

### Testimonianze
- (AR)  Ma'n Abu Nuwar, Fī sabīl al-Quds (Sulla strada di Gerusalemme), Amman, 1968
- (AR)  Mahmud al-Ghussan, Ma'arik Bad al-Wad (Le battaglie di Bad al-Wad), Amman, n.d. (1950? Secondo Eugène Rogan, p. 96)
- (FR)  John Bagot Glubb, Soldat avec les arabes, Plon, 1958
- (AR)  Habis al-Majali, Mudhakkirātī (Le mie memorie), Amman, 1960
- (FR)  Yitzhak Rabin Mémoires, Buchet/Chastel, 1980 ISBN 0-520-20766-1
- (EN)  Shlomo Shamir The Battle for Jerusalem, Posner, 2001 ISBN 965-219-020-9
- (EN) Ariel Sharon, Warrior. An Autobiography, New York, Simon & Schuster, 1989, ISBN 978-0-671-60555-1.

### Filmografia
- (EN)  L'Ombra d'un gigante, prodotto e realizzato da Melville Shavelson, 1966

### Letteratura
- (EN)  Ram Oren, Latrun, 2002 (ISBN 965-7130-10-7), romanzo che si sviluppa nel contesto delle operazioni Ben Nun e Ben Nun Bet

### Cartografia
- (EN) Carta dettagliata della Palestina realizzata nel 1946. URL consultato il 20 maggio 2019 (archiviato dall'url originale il 12 febbraio 2011). comprendente l'insieme delle strade, città, villaggi e insediamenti. È segnalata da Moshe Dayan e A. Sudki El-jundi e contiene ugualmente il tracciato della "Linea Verde".
- (EN) Carta attuale della strada di Gerusalemme, con le principali strade e insediamenti (JPG). (sito dell'Università del Texas consultato il 24 luglio 2008).

### Documenti ufficiali dell'epoca
- (EN)  Folke Bernadotte,  Progress Report of the United Nations Mediator On Palestine Submitted to the Secretary-General for Transmission to the Members of the United Nations. URL consultato il 7 settembre 2017 (archiviato dall'url originale il 24 luglio 2008)., Rapporto A/648, 16 settembre 1948

### Filmografia
- (EN) Is Jerusalem Burning? Myth, Memory and the Battle of Latrun. URL consultato il 19 luglio 2018 (archiviato dall'url originale il 7 luglio 2009)., documentario sul ruolo mitico di Latrun nell'identità israeliana

| Controllo di autorità | LCCN (EN) sh95001326 · GND (DE) 4471663-1 · J9U (EN, HE) 987007537015005171 |